# Моя улюблена війна
Моя́ улю́блена війна́ (латис. Mans mīļākais karš) — мультиплікаційний фільм 2020 року суспільного виробництва Латвії та Норвегії. Отримав премію фестивалю «Великий Кристап» як найкращий анімаційний фільм, а його авторка Ілзе Бурковська-Якобсена — як найкраща режисерка анімаційного кіно. Прем'єра фільму в Латвії відбулася 25 вересня 2020 року.

## Створення
Натхненням до створення фільму послужили роботи «Персеполіс» Марджан Сатрапі та «Вальс із Баширом» Арі Фольмана. Через обмежений бюджет режисерка вирішила поєднати анімацію з документальними кадрами, архівними світлинами та кінохронікою. Розробка фільму почалася в 2014 році, а виробництво — у кінці 2016. У процесі створення використовувалася перекладна мультиплікація в комбінації з 3d-анімацією, і трохи мальованої анімації для початкової сцени. Загалом над фільмом працювало 5 аніматорів — Крішс Аболс, Керія Арне, Томс Буранс, Нейл Хаммер і Арніс Земітіс, також брали участь художниця задніх планів Лайма Пунтуле, художник додаткових персонажів Гаррі Ґрундманн та художники розкадрування Маргаріта Турауска і Робертс Цінкусс.

## Сюжет
В основі фільму лежить автобіографія режисерки, що народилася в радянській Латвії в 1970-і роки, її спогади про часи радянської окупації, Співочої революції та відновлення Латвією незалежності. Велику роль в ньому відіграють інші історичні події, такі як Друга світова війна, Курляндський мішок і повоєнна депортація латишів до Сибіру. Головна героїня рано втрачає батька через автомобільну аварію, але її мати неспроможна просуватися кар'єрними сходами через те, що її батька, латиського селянина, було репресовано радянською владою. Щоб пробитися в радянському житті, дівчинка стає завзятою активісткою піонерської організації. Але по мірі її дорослішання вона все сильніше усвідомлює фальш та брехню радянської ідеології та радянського життя.
Переплетення історичних фактів, повсякденних реалій та особистих спогадів малюють правдиву картину історично значущого періоду, розкривать, що насправді ховалося за пропагандою та брехнею радянського авторитаризму.
В одній із заключних сцен повідомляється, що війна для Латвії закінчилася в 1995 році, коли було ліквідовано останню російську військову базу. Глядач бачить тонучі портрети спочатку Леніна і Сталіна, потім інших радянських вождів, а після цього також різних авторитарних керівників, у тому числі Гітлера, Саддама Хусейна, Сі Цзіньпіна, Путіна, Трампа тощо. Закадровий голос авторки каже, що «всі, хто відбирають у нас можливість вибору, врешті-решт перетворюються на сміття, що тоне в річці, якою є ми самі».

## Нагороди та номінації
| Список нагород та номінацій                              | Список нагород та номінацій | Список нагород та номінацій                | Список нагород та номінацій | Список нагород та номінацій | Список нагород та номінацій |
| Кінофестиваль/Кінопремія                                 | Рік                         | Категорія                                  | Номінант(и)                 | Результат                   |                             |
| -------------------------------------------------------- | --------------------------- | ------------------------------------------ | --------------------------- | --------------------------- | --------------------------- |
| Міжнародний фестиваль анімаційних фільмів в Ансі         | 2020                        | Найкращий фільм                            | Моя улюблена війна          | Перемога                    |                             |
| Міжнародний фестиваль анімаційних фільмів у Пучхоні      | 2020                        | Приз жюри                                  | Моя улюблена війна          | Перемога                    |                             |
| Кінофестиваль «Вільна Зона»                              | 2020                        | Найкращий іноземний фільм                  | Моя улюблена війна          | Номінація                   |                             |
| Великий Кристап                                          | 2020                        | Найкращий анімаційний фільм                | Моя улюблена війна          | Перемога                    |                             |
| Великий Кристап                                          | 2020                        | Найкращий режисер                          | Ілзе Бурковська-Якобсена    | Перемога                    |                             |
| Великий Кристап                                          | 2020                        | Найкращий сценарій                         | Ілзе Бурковська-Якобсена    | Номінація                   |                             |
| Великий Кристап                                          | 2020                        | Найкращий композитор                       | Карліс Аузанс               | Номінація                   |                             |
| Великий Кристап                                          | 2020                        | Найкращий звукорежисер                     | Ернестс Ансонс              | Номінація                   |                             |
| Мінський міжнародний кінофестиваль «Листопад»            | 2020                        | Гран-прі конкурсу документального кіно     | Моя улюблена війна          | Номінація                   |                             |
| Міжнародний фестиваль анімації в Новому аеропорту Тітосе | 2020                        | Гран-прі за повнометражний фільм           | Моя улюблена війна          | Перемога                    |                             |
| Міжнародний фестиваль анімації в Оттаві                  | 2020                        | Найкращий повнометражний анімаційний фільм | Моя улюблена війна          | Номінація                   |                             |
| Міжнародний фестиваль анімації в Палм-Спрінгз            | 2020                        | Аніматор року                              | Ілзе Бурковська-Якобсена    | Перемога                    |                             |
| Талліннський кінофестиваль «Темні ночі»                  | 2020                        | Найкращий балтійський фільм                | Моя улюблена війна          | Номінація                   |                             |
| Варшавський міжнародний кінофестиваль                    | 2020                        | Найкращий фільм                            | Моя улюблена війна          | Номінація                   |                             |
| Кінофестиваль у Глазго                                   | 2021                        | Приз глядацьких симпатій                   | Моя улюблена війна          | Номінація                   |                             |